# Meldorfer Spielweise
Die Meldorfer Spielweise bezeichnet seit 1950 das „Darstellende Spiel“ in seiner Ausprägung des „Bewegungsspiels“ als speziellen Stil des Laienspiels des deutschen Reformpädagogen, Barden, Theaterschaffenden und Schriftstellers Martin Luserke, wie er es nach mehr als vier Jahrzehnten ausgereifter Theorie und Praxis an der im Jahr 1540 gegründeten Gelehrtenschule (Gymnasium) in Meldorf (Holstein) realisiert hat. Die Einführung dieses „Darstellenden Spiels“ in die Schul- und Jugendarbeit gilt als Luserkes herausragende pädagogische und künstlerische Leistung. Dieses wurde auch von der Jugendbewegung (Bündische Jugend) übernommen. Charakterisiert wird sein „Darstellendes Spiel“ als ein holistisches „Bewegungsspiel“, das aus den zu einer Einheit geformten Elementen Sprache, Bewegung, Musik, Form und Farbe besteht, dem Allroundtheater nach William Shakespeare ähnelt, sich vom professionellen Theater abgrenzt, auf dieses jedoch durchaus einwirken will. Im Handlungsverlauf steigern sich diese Elemente jeweils gegenseitig und sind eng aufeinander abgestimmt. Die Beteiligten agieren dabei durchweg gleichrangig; lediglich die jeweils anleitende Person entspricht einem primus inter pares.

## Präludium
Luserke begann die Entwicklung seines „Darstellenden Spiels“ als „Bewegungsspiel“ an dem von ihm mitgegründeten und zeitweise geleiteten reformpädagogischen Landerziehungsheim Freie Schulgemeinde Wickersdorf bei Saalfeld im Thüringer Wald, wo er 1906 mit seiner an William Shakespeares Hamlet angelehnten Groteske Blut und Liebe reüssierte. Er gilt als einer der bedeutenden deutschen Reformpädagogen.
Ab 1925 setzte er sein „Darstellendes Spiel“ im Loog auf der Nordseeinsel Juist mit Schülern der maßgeblich von ihm gegründeten reformpädagogischen Schule am Meer fort. Dort gelang es ihm mit tatkräftiger Unterstützung der Stiftung Schule am Meer, die seinerzeit einzige Theaterhalle einer deutschen Schule zu errichten. Sie war dezidiert für das schulische Laienspiel konzipiert und seitens des preußischen Staatsministeriums für Wissenschaft, Kunst und Volksbildung unter Adolf Grimme (SPD) und des Berliner Zentralinstituts für Erziehung und Unterricht unter Ludwig Pallat und Franz Hilker reichsweit als zentrale Spielstätte sowie als Ausbildungsstätte für Laienspiel-Pädagogen vorgesehen.
Ab etwa 1940 nahm Luserke sein „Darstellendes Spiel“ mit der Meldorfer BDM-Gruppe wieder auf.

## Ausführungsweise
In sein „Darstellendes Spiel“ integrierte Luserke den expressionistischen Ausdruckstanz, der Elemente der Eurythmie aufnahm. Musik setzte er nicht additiv ein, sondern als elementaren Bestandteil, der „im Stück auftritt“.

„Bewegungsspiel bedeutet nun, dass wir das Schauspiel als eine Polyphonie von Vorgängen auffassen, nämlich so, dass alle bei der tatsächlichen Aufführung erscheinenden Abläufe, der Text wie die Mimik, das Kommen und Gehen auf der Bühne, wie das Getön, in sich zusammenhängende Vorgangsströme sind. Sie gelten, wenn auch nicht als gleichwertige, so doch als gleich-wirkliche, nebeneinander geordnete ‚Stimmen‘ wie bei der Polyphonie der Musik.“

Leopold Klepacki schrieb dazu in seinem Werk über das Schultheater: „Im Gegensatz zur additiven Musik, die relativ problemlos über Tonträger eingespielt werden kann, wird bei der Beschreibung der Rolle von Musik im Stück davon ausgegangen, dass sie live gespielt wird. Die Musiker sind somit auch zu den Darstellern zu rechnen, die mit den Schauspielern, Tänzern und Sängern auf der Bühne in einem notwendigen kommunikativen Verhältnis stehen. Musik, die Teil einer inszenierten Darstellung auf der Bühne ist, würde sich in Form von Playback-Einspielungen dynamisch niemals völlig exakt mit dem Bühnengeschehen synchronisieren lassen. Die Darstellung würde jedoch zerstört werden, wenn bei der Verknüpfung von Sprache bzw. Bewegung mit Musik metrische Verschiebungen auftreten würden.“
Eine Abiturientin der Juister Schule am Meer, Hildegard Paulsen, Tochter des aus dem holsteinischen Wedel gebürtigen Architekten Friedrich Paulsen (1874–1947), formulierte dazu 1931 in ihrem Artikel Polyphone Musik – ein Abbild neuer Gemeinschaft. Ein Mitglied der Jugendbewegung spricht für die österreichische Zeitschrift Anbruch: „Hier an der Schule ist es mir ganz klar geworden, was ich früher nur gefühlt hatte: Daß es im Wesen der polyphonen Musik liegt, daß sie eine aktive Gemeinschaft verlangt.“
Luserke selbst charakterisierte die Meldorfer Spielweise als einen besonderen Stil des Laienspiels. Kulissen benötige nur „ein Dummer“. Bei dieser Spielweise vertone weder die Musik einen fertigen Text noch verkörperten Darsteller ein fertiges Stück Literatur. Stattdessen seien alle Beteiligten von Anfang an Akteure einer Bauhütte, die gemeinsam dichten, ein Stück entstehen ließen und es in gemeinsamer Arbeit entwickeln, jeder nach seiner individuellen Begabung. Diese Selbstfindung und -verwirklichung durch Selbstbetätigung – „agitur ergo sum“, hatte sich während des Dritten Reiches als unvereinbar mit dem Nationalsozialismus erwiesen.
Die Persönlichkeit jedes einzelnen Schülers solle zur Idee des Stückes beitragen, als Musiker, Darsteller, Souffleur, Beleuchter oder Ausstatter. Die Meldorfer Spielweise beinhalte, dass ein Musiker weder im Orchestergraben noch im Hintergrund sitze, sondern aktiv im Stück agiere. Ein Souffleur sitze nicht im Souffleurkasten, sondern bewege sich auf der Bühne oder um sie herum. Ein Beleuchter oder Best Boy richte seine Lichttechnik bzw. Scheinwerfer auch während der Vorführung aus, für die Zuschauer bliebe er jederzeit sichtbar. Ein Ausstatter sei während der Vorführung erkennbar, justiere ggf. nach oder dekoriere um.

### Musische Übungen
Den Einstieg in das Darstellende Spiel bildeten offenbar musische Übungen, die beispielsweise während der Aufnahmeprüfungen zur Quarta mehrere Schulstunden umfassten, die Luserke gab.

### Crashkurs Drama
An der Tafel im Klassenzimmer stellte Luserke über etwa zwei bis drei Schulstunden ausführlich das Wesen des Dramas und dessen Gliederung sowie die Charaktere klassischer Protagonisten und Antagonisten vor, um den Schülern die gemeinsame Arbeitsgrundlage zu erläutern.

### Stückeauswahl
Die Auswahl aufzuführender Stücke wurde teilweise den Schülern selbst überlassen. Luserke schickte sie mit der Aufgabe in die Schulbibliothek, sich aus Grimms Märchen Titel auszusuchen, die sie im Hinblick auf eine Aufführung interessierten. Damit lag auch die Diskussion bei der Auswahl in den Händen der Schüler. Diese bestimmten demzufolge mit, während Luserke die Aufgabe übernahm, diese Titel aufführungsgerecht bzw. spielbar umzuschreiben. Allerdings wurden die Märchen nicht als verniedlichte Märchen nach den Brüdern Grimm geprobt und aufgeführt, sondern auf den ursprünglichen Gehalt der Geschichten verdichtet.

### Faxenraten
Als eine wichtige Vorübung galt das so bezeichnete „Faxenraten“. Dabei bestanden die „Faxen“ darin, dass sie wie ein dramatisches Spiel aus dem Stegreif aufgebaut waren. Es galt, um einen einzigen Begriff herum, der zunächst nur den Akteuren bekannt war, eine Geschichte zu entwickeln, die dann in einem weiteren Schritt zu einem Drama verdichtet wurde. In der durchgängig improvisiert vorgetragenen Spielhandlung waren die Akteure frei, mussten jedoch eine Regel beachten: der Begriff durfte nie genannt werden. Das Publikum sollte aber durch einen entsprechend eindrücklichen Vortrag erraten können, um welchen Begriff es in dem Spiel ging.
Dafür gingen etwa drei Schüler vor die Tür des Klassenraumes, um sich abzusprechen und ggf. kurz zu proben. In die Klasse zurückgekehrt, spielten sie eine kurze improvisierte Szene mit verteilten Rollen mimisch vor. Durch dieses „Faxenraten“ erhielt Luserke einen ersten Eindruck von den darstellerisch und ratend agierenden Schülern, der erste Rückschlüsse auf mögliche Begabungen und Eignungen zuließ. Umgekehrt erhielten alle Schüler gleichermaßen ein eigenes Empfinden von einer improvisierten Aufführung, an der sie aktiv beteiligt waren.

### Bauhütte
Zentrales Element des „Darstellenden Spiels“ Luserkes bildet – ganz nach mittelalterlichem Vorbild – eine Bauhütte. Dort brachten, beispielsweise bei den gewaltigen europäischen Dombauten, alle beteiligten Zünfte ihre Expertise ein, diskutierten und suchten Lösungen, die zahlreichen und oft sehr differenzierten Herausforderungen eines komplexen Projekts zu meistern. Die Meister der Zünfte wiederum waren gefordert, ihre fachspezifischen Kenntnisse und Talente der Kooperative innerhalb der Bauhütte zur Verfügung zu stellen. Sie mussten in dem gebildeten interdisziplinären Team die unterschiedlichen Ansprüche und Anforderungen berücksichtigen, darunter auch die jeweils benötigten Vorarbeiten der Gewerke. Fachübergreifend zu denken wurde auf diese Weise zum Regelfall und ließ stark beeindruckende Bauten entstehen, die ihrer Zeit konstruktiv weit voraus waren und noch heute als Meisterwerke gelten.
Luserkes Ansatz lässt sich als jugendbewegt-reformpädagogisch und handwerklich beschreiben. Kameradschaft bzw. Gemeinschaftsgeist (heute: Teamgeist) ist dabei ein ebenso wesentlicher Aspekt wie ein projektorientiertes und zielführendes Arbeiten. Kameradschaft steht für Freundschaft oder Kumpelhaftigkeit. Luserkes Bauhütte umfasst demzufolge weitestgehend gleichberechtigt agierende Teilnehmer: Schüler und Pädagogen. Jeder dieser Teilnehmer hat Talente, teilweise noch unentdeckt, Kenntnisse, Erfahrungen und manche Expertise. Dabei geht es u. a. um handwerkliche, künstlerische und technische Fertigkeiten, um kreative gestalterische, sprachlich-dichterische, musikalisch-tänzerische oder mimisch-darstellerische.
In das Bauhüttenteam eingebracht und ständig diskutiert, geprobt und weiterentwickelt, entstehen so die sein „Darstellendes Spiel“ charakterisierenden „Bewegungsspiele“, sich sukzessive entwickelnde Stücke, die der Improvisation ebenso Raum lassen wie einer individuellen Auslegung der Charaktere, der Dekoration, der Kostüme, der Effekte, von Raum, Licht, Form und Farbe.

## Wirken an der Meldorfer Gelehrtenschule
Nach Kriegsende war das Fortbestehen der bereits mehr als 400-jährigen Meldorfer Gelehrtenschule gefährdet; die Lehrerkonferenz diskutierte daher 1946 mit Schulleiter Karl Körner († 1976) über eine wirksame Profilierungsmaßnahme des Gymnasiums. Der Pädagoge Hugo Herrmann (1898–1984) war schließlich derjenige, der eine musische Ausrichtung vorschlug und dazu riet, dafür den ortsansässigen Reformpädagogen und Laienspiel-Spezialisten Martin Luserke zu gewinnen. Dieser hatte sich ab Ende 1938 nach seinen jahrelangen Segeltörns mit dem ihm als schwimmende Dichterwerkstatt dienenden Blazer Krake in Meldorf angesiedelt. Sowohl Luserke als auch das Ministerium für Volksbildung (später: Kultusministerium) in Kiel stimmten zu; letzteres bewilligte einen Lehrauftrag, den er von 1947 bis 1952 wahrnahm. Die Schule betrachtete er in der Folge als sein „Arbeitslabor“.

„Eine fünfjährige, überaus glückliche und fruchtbare Phase […], die positive Entwicklungen bei den Schülern auslöste. Diese fünf Jahre mit Luserke waren für die Schule ein Glücksfall.“

Es formierte sich ein Pädagogenteam, das neben Luserke den als kunstsinnig charakterisierten Schulleiter Karl Körner, den Musik-, Mathematik- und Philosophielehrer Heinrich Lohse (1907–1998), für eine künstlerische Ausgestaltung die Kunst- und Werklehrerin Gertrud von Hassel (die Schwester des späteren Ministerpräsidenten Schleswig-Holsteins, Kai-Uwe von Hassel), und als technischen Leiter den Sport-, Chemie- und Physiklehrer Hans Gelhaar († 1988) umfasste. Später stießen auch Erika Gelhaar und der Musiklehrer Hans Millies (1923–2016) aus Lübeck hinzu.
Luserke bezeichnete sich selbst als „unbequem“, als „Aufgabenmann“, der sich selbst und anderen die Bewältigung von Aufgaben zutraute und sie anging. Seine Aufgabe sah er darin, Einsichten und Erkenntnisse vorzuleben und zu verdeutlichen, ohne dabei Rücksichten auf sich selbst zu nehmen. Ein Rückblick lag ihm nicht; er war stets nach vorn orientiert. Das Gewesene betrachtete er als Entwicklungsstufen seines Weges. Seine pädagogische Überzeugung war es, dass die Schüler einen Anstoß zur Selbstfindung und -verwirklichung durch Selbstbetätigung benötigen („agitur ergo sum“). Sein „Bewegungsspiel“ bzw. „Darstellendes Spiel“ betrachtete er dafür als einen Ansatz, durch den die agierenden Schüler einen ihnen fremden Charakter darstellen, sich in ihn hineinversetzen müssen. Auf diese Weise könnten sie durch dieses Rollenspiel „sich selbst gegenübertreten und zur Formung und Freiheit der eigenen Persönlichkeit finden“, um „im Abenteuer des Lebens, mit dem Prometheusfunken der schöpferischen Gestaltungskraft in sich“, aber gleichzeitig mit der „scheuen Achtung vor dem Lebendigen“ ihr inneres Selbst in Bewegung zu setzen.
Eine wesentliche Voraussetzung dafür war die Arbeit Luserkes mit jeweils einer gesamten Klasse, um Star- oder Titelrollen und damit eine Hervorhebung Einzelner zu vermeiden. Die kreative Zusammenarbeit mit seinen Schülern und Kollegen innerhalb der Bauhütte setzte Luserke auch abends in seinem privaten Arbeitszimmer am Meldorfer Jungfernstieg im Lichtschein der Ankerlampe seiner Krake fort, um Details zu diskutieren und danach in Klausur wieder selbst dichterisch aktiv zu werden.
Innerhalb eines Jahres vollzog er zusammen mit jeder Schulklasse eine Weiterentwicklung: Beginnend mit gemeinsamen spieltechnischen Übungen („Faxenraten“), einer Scharade als Kurzform eines Spiels, gefolgt von einem Märchenspiel, gelangte er schließlich zur Entwicklung eines Shakespeare-Stückes. Luserke soll dabei „eine besonders glückliche und sichere Hand“ hinsichtlich der Darstellerauswahl für die einzelnen Rollen gehabt haben. Einerseits habe er die Schüler schon ab der Vorphase „intensiv und aufmerksam“ beobachtet, ihnen aber „offen, locker und voller Weitsicht“ die persönliche Freiheit im Ausdruck ihres Spiels belassen.

„In kaum glaublich kurzer Zeit: ein erstaunliches Wachsen der Spieler von den Proben bis zum dargebotenen Spiel, ein Hervorwecken von Begabungen, eine Selbstbefreiung der jungen Leute, für die sie zeitlebens danken werden. Eine höchst pädagogische Angelegenheit war dieses Spielen: im Erleben eines Dichtwerks das Erleben der Möglichkeiten des eigenen Inneren, das Erleben der weiten wahren Welt. Das strahlte aus, das mußte auch die Zuschauer erfassen.“

Auch bei der Kreation symbolhafter Requisiten und Geräusche sowie choreographisch sei Luserkes Phantasie „unerschöpflich“ gewesen. Die Schüler sollen mit begeisterter Hinwendung reagiert haben, auch auf die Ausstrahlung Luserkes, die sie faszinierte und die sogar auf die Elternschaft der Schule einwirkte.
Als kongenialer Partner Luserkes erwies sich offenbar der Musiklehrer Heinrich Lohse, der die gewünschten Stimmungsbilder innerhalb der aufgeführten Stücke in Orffscher Manier komponierte und auf angemessene Weise vertonte.

## Analyse und Adaption
Dabei blieb es jedoch nicht, denn die Wirkung Luserkes und seines „Darstellenden Spiels“ reichte weit über Meldorf hinaus. An „Musischen Tagungen“ der Landesregierung an der Meldorfer Gelehrtenschule nahmen Pädagogen aus vielen Teilen Deutschlands teil. Dabei wurden charakteristische Szenen einzelner Stücke vorgespielt und anschließend in langen Debatten diskutiert. Die Meldorfer Spielweise wurde dadurch von weiteren Pädagogen an anderen Orten adaptiert, beispielsweise von Herbert Giffei in Oldenburg i. O., im Jugendhof Barsbüttel und später an der Walddörferschule in Hamburg-Volksdorf.
Schüler der Meldorfer Gelehrtenschule führten auch an der Pädagogischen Hochschule Flensburg und der Pädagogischen Hochschule Hannover Stücke auf, die mindestens teilweise vom Norddeutschen Rundfunk aufgezeichnet bzw. gesendet wurden.
Zusammen mit Heinrich Lohse (1907–1998) begründete Luserke die „Musikalischen Ferienlehrgänge“ in Schloss Nehmten am Plöner See, an denen jährlich Schüler unterschiedlicher Bildungseinrichtungen Schleswig-Holsteins teilnahmen, um sich musisch bzw. darstellerisch weiterzubilden. Zu den Teilnehmern dort zählten beispielsweise Bernd Rohwer und Friedemann Rohwer, zwei Söhne von Jens Rohwer.
Für seine Verdienste um das Laienspiel erhielt Luserke 1954 das Bundesverdienstkreuz.

## Aufführungen (Auswahl)
- Martin Luserke: Wippwapp, ein Spiel von des Lebens Auf und Nieder, Winter 1947/48, nach Dat Erdmänneken (Brüder Grimm)[43][44]
- Martin Luserke: Ritter Ruthland und der Schrecken von Lüth (Luserke; inkl. Pavane von William Byrd); der Chorleiter, Herr Berger, durfte jedoch auf Anweisung der britischen Militärregierung nicht proben lassen.[43]
- Martin Luserke / Heinrich Lohse: Der Teufel mit den drei goldenen Haaren (Brüder Grimm); 1950 mehrfach aufgeführt, u. a. in Gegenwart des schleswig-holsteinischen Ministers für Volksbildung, Wilhelm Siegel[43]
- Dies.: Ein Sommernachtstraum (William Shakespeare); Uraufführung anlässlich des 400. Jubiläums der Meldorfer Gelehrtenschule, wegen des Zweiten Weltkriegs erst 1950 begangen
- Dies.: Grugen Kreefte oder König Peer Spielmanns Baßgeige; frei nach Die Wandergesellen (Brüder Grimm)[45]
- Dies.: Das Abenteuer in Tongking[31]
- Dies.: Blut und Liebe (Luserke; frei nach Hamlet von William Shakespeare); das Stück wurde auch in Büsum und Wesselburen sehr erfolgreich aufgeführt.
- Dies.: Das blaue Licht, 1952 (Brüder Grimm)
- Dies.: Pyramus und Thisbe (nach Ovid)
- Dies.: Die arge Kattegüllen (= Die böse Katzengoldene), 1953 nach Schneewittchen (Brüder Grimm)[30][46][27]
- Dies.: Der Sturm (William Shakespeare)[41]

## Bekannte Akteure
- Herbert Giffei (1908–1995), Pädagoge und Theaterschaffender,[47] wirkte an einer Bauhütte der Meldorfer Gelehrtenschule mit.[24] Er adaptierte die Meldorfer Spielweise für seine Schule in Oldenburg i. O., später im Jugendhof Barsbüttel und an der Walddörferschule in Hamburg-Volksdorf. Außerdem trat er als Autor über das Schultheater hervor.
- Gertrud von Hassel (1908–1999), Pädagogin und Malerin, wirkte in den Bauhütten insbesondere an der Ausstattung aktiv mit.
- Martin Luserke (1880–1968), Reformpädagoge, Barde, Theaterschaffender und Schriftsteller, wirkte zwischen 1947 und 1952 an der Meldorfer Gelehrtenschule mit Lehrauftrag für das Laienspiel.
- Karl-Ulrich Meves (1928–2025), Schauspieler und Synchronsprecher aus Hamburg, war als Schüler an der Meldorfer Gelehrtenschule und Akteur bei Luserkes Bauhütten. Bei Shakespeares Der Sturm verkörperte er die Rolle des Trinculo. Luserke „hat […] die Lokomotive meines beruflichen Lebens auf die richtigen Gleise gesetzt. […] Dafür hat Lu einen Platz in meinem Herzen.“[44]

## Werke
- Martin Luserke / Heinrich Lohse: Das Abenteuer in Tongking. Ein wildromantisches Bewegungsspiel. Verlag Meldorfer Spielweise Adolf Heesch, Bd. 1. Meldorf in Holstein 1950. OCLC 612976509
- Martin Luserke / Heinrich Lohse: Musik zu Martin Luserke: Das Abenteuer in Tongking (Partitur). Verlag Meldorfer Spielweise Adolf Heesch, Bd. 2. Meldorf in Holstein 1950. OCLC 612844652
- Martin Luserke / Heinrich Lohse: Ritter Ruthland und der Schrecken von Lüth. Dramatischer Reigen auf eine Pavane von William Byrd. Verlag Meldorfer Spielweise Adolf Heesch, Bd. 3. Meldorf in Holstein 1951. OCLC 612976987
- Martin Luserke / Heinrich Lohse: Der Teufel mit den drei goldenen Haaren. Nach dem Grimm'schen Märchen. Verlag Meldorfer Spielweise Adolf Heesch, Bd. 4. Meldorf in Holstein 1951. OCLC 612977083
- Martin Luserke / Heinrich Lohse: Grugen Kreefte oder König Peer Spielmanns Baßgeige. Eine Sage von der Wattenküste. Unter Benutzung des Grimmschen Märchens Die Wandergesellen. Verlag Meldorfer Spielweise Adolf Heesch, Bd. 5. Meldorf in Holstein 1952. OCLC 612977315
- Martin Luserke: Faxenraten – Eine Vorübung zum dramatischen Veranstalten im Stil des (Shakespearischen) Allround-Theaters. Verlag Meldorfer Spielweise Adolf Heesch, Bd. 6. Meldorf in Holstein 1952. OCLC 258488034